# Lídice (Uberlândia)
Lídice é um bairro nobre da Zona Central de Uberlândia, e está localizado à menos de 1 km do hipercentro da cidade. Em 2010, segundo o IBGE, o bairro Lídice tinha uma população de 4180 habitantes, sendo o 3º bairro menos populoso do centro de Uberlândia.
- O Lídice é composto pelos antigos bairros/loteamentos: Vila Ribeirinho, Ribeirinho, Vila Póvoa, Vila Doutor Vasco Gifone e Tobias Inácio. [2]

## Sobre o bairro Lídice
- É um bairro com aspectos predominantemente residencial e calmo. Tem diversas casas e poucos prédios, apesar de estar na região central da cidade.[carece de fontes?]
- A Vila Doutor Vasco Gifone e a Vila Póvoa, ficam parte no Lídice, e parte no bairro vizinho: Saraiva (Zona Sul).
- Tem alguns comércios, escolas, farmácias, entre outros, e até a sede da TV Band Triângulo (Rede Bandeirantes).[3]
- As principais vias do Lídice são as avenidas Rondon Pacheco, Nicomedes Alves dos Santos e Rio Branco, além das ruas Duque de Caxias, Olegário Maciel e Joaquim Cordeiro.[carece de fontes?]
- Seu principal e único ponto público de área verde, é a Praça Henckmar Borges, no entorno das ruas Johen Carneiro e Professor Mario Porto, professor esse, que foi nascido em 1903, no Nordeste brasileiro. Que em 1928, veio para a antiga Uberabinha (hoje Uberlândia), e nesse mesmo ano, fundou junto com o Doutor Antônio Vieira Gonçalves, o Liceu de Uberlândia.[4]
- Já em 1931, criou a Academia de Comércio de Uberlândia, anexa ao Liceu. Ele era irmão de Milton Porto (nome dado à uma rua do antigo Conjunto Bandeirantes/São Pedro, hoje bairro Aparecida, às margens da Avenida Rondon Pacheco, próximo a um shopping da cidade.[5]
- É um bairro onde tem diversos imóveis de alto padrão. É bem valorizado por ter uma localização próximo a uma das principais vias de Uberlândia, a Rondon Pacheco, que interliga diversos bairros entre as zonas Leste, Sul e Centro.[6]